# Монтегю, Ричард

Ричард Монтегю в Калифорнийском университете, 1967 г.

Ри́чард Ме́ретт Монтегю́ (англ. Richard Merett Montague, 20 сентября 1930, Стоктон (Калифорния) — 7 марта 1971, Лос-Анджелес) — американский математик, философ. Его наиболее известные исследования посвящены семантике и прагматике естественного языка, математической логике и теории множеств. Монтегю — основатель модельно-теоретического подхода к семантике естественного языка, часто называемого грамматикой Монтегю (Montague 1970a, 1970b, 1973).

## Биография
Родился 20 сентября 1930 в городе Стоктон (Калифорния, США). Окончил среднюю школу Св. Марии. В 1947 поступил в Стоктонский колледж низшей ступени на специальность «журналистика». Проучившись год, в 1948 поступает в Калифорнийский университет в Беркли, увлекается математикой, философией и семитскими языками. В 1950 получил степень бакалавра философии. В университете он продолжает обучение, занимаясь математикой под руководством Альфреда Тарского, философией — под руководством П. Маренке и Б. Мейтса и арабским языком — под руководством Дж. Фишеля. В 1953 окончил университет и получил степень магистра математики, а в 1957 защитил диссертацию по философии на тему «Проблемы аксиоматизации теории множеств» (англ. Contributions to the axiomatic foundations of set theory), работу над которой он вел под руководством всё того же Тарского, а также Рудольфа Карнапа. С 1955 до конца жизни Монтегю преподавал на Философском отделении Калифорнийского университета. Был гомосексуален.

### Убийство
7 марта 1971 года в Лос-Анджелесе был задушен полотенцем в ванной собственного дома. Убийство Монтегю так и не было раскрыто.

## Вклад в лингвистическую семантику и философию языка
Еще при жизни Монтегю стал важнейшей фигурой в сообществе математиков и лингвистов, сделав значительный вклад в теорию доказательств, теорию моделей, аксиоматический метод и теорию рекурсий. Он успешно применил методы математической логики для решения целого ряда задач в философии, в том числе в философии языка. В Калифорнийском университете он руководил тремя диссертациями: Cocchiarella 1966, Grewe 1965, Kamp 1968. Четвертая диссертация Gallin 1972/1975 была защищена и опубликована уже после смерти Монтегю.
Наиболее известные работы Монтегю относятся к семантике естественных и формальных языков. Он значительно развил теорию возможных миров в рамках теоретико-модельной семантики, написал целый ряд работ по формальной прагматике, предложил анализ свойств местоимений и глагольных времен (Montague 1968, 1970c). В конце 60-х годов Монтегю подключился к масштабным исследованиям универсальной грамматики, захватившей в то время лингвистическое сообщество после хомскианской революции. Для него занятия универсальной грамматикой означали поиск философски обоснованного формального анализа синтаксиса, семантики и прагматики в рамках единой теории, охватывающей как естественные языки, так и формальные. Важнейшая и наиболее радикальная для своего времени гипотеза Монтегю состояла в том, что английский язык (а возможно, и любой естественный язык) может быть формально описан при помощи стандартных средств математической логики. Следует заметить, что в то время большинство логиков сомневалось, что естественный язык возможно полностью формализовать, а большинство лингвистов — что методы математической логики вообще применимы к семантике естественного языка.
Монтегю не принимал участия в так называемых «лингвистических войнах» — периодом противостояния сторонников генеративной семантики (Дж. Лакофф, Дж. Росс, Дж. Макколи, П. Постал) и интерпретационной семантики (Р. Джекендофф и многие другие при поддержке Хомского). После смерти Монтегю ряд исследователей отмечал, что его теория вобрала в себя достижения обоих теоретических направлений.

### Условия истинности, композициональность в семантике
Центральная идея теории Монтегю и, в дальнейшем, всей формальной семантики состоит в том, что значение любого предложения есть условия его истинности. Поскольку в любом языке множество грамматичных предложений бесконечно, необходима теория, позволяющая вычислять значение любого предложения за конечное число шагов. Когнитивное обоснование этой гипотезы просто: человеческий мозг конечен, поэтому в когнитивной системе существует конечный механизм, интерпретирующий любой элемент из бесконечного множества грамматичных предложений. В синтаксисе аналогичное рассуждение проводится для обоснования использования порождающих грамматик как конечного механизма порождения бесконечного количества предложений.
Развить такой механизм в семантике позволяет принцип композициональности значения, предложенный Фреге: значение любого выражения есть функция от значений его синтаксических частей. В «Универсальной грамматике» Монтегю этот принцип формализуется как гомоморфизм между алгеброй синтаксиса и алгеброй семантики. Элементы этих алгебр могут варьировать от теории к теории. Принцип композициональности, однако, накладывает существенное ограничение на эти теории — он ограничивает возможные отношения семантики к синтаксису.
До Монтегю семантисты занимались, в основном, объяснением многозначности, семантической аномальности и «семантической соотнесенности». Зачастую суждения о материале были субъективны, данные и анализы противоречили друг другу. Введение в семантику понятий «условие истинности» и «отношение семантического следствия» позволило сформулировать строгие критерии адекватности семантической теории и привело к буму исследований в области семантики, в основном, в Европе и США.

### PTQ и обобщенные кванторы
Богатство логики Монтегю позволяет придать композициональную интерпретацию независимо мотивированной синтаксической структуре. Это проиллюстрировано в работе Montague 1973 (Proper Treatment of Quantification in ordinary English — сокращенно PTQ). В частности, при анализе квантифицированных именных групп типа every boy, the man, an apple предлагается воспользоваться языком типизированной логики с ламбда-абстракцией. Например, предложение Every boy runs анализируется так:
{\displaystyle \|_{S}[_{NP}[Every~boy]~_{VP}[runs]]\|=~\|Every~boy\|(\|runs\|)=}

{\displaystyle \lambda P.\forall x[boy(x)\rightarrow P(x)](\lambda x.run(x))=~\forall x[boy(x)\rightarrow run(x)]}
Именная группа every boy, таким образом, анализируется как обобщенный квантор — выражение типа  <<e, t>, t>, то есть функция из одноместных предикатов в истинностные значения. Как обобщенные кванторы, таким образом, анализируются все именные группы (отсюда и название термина), и синтаксической категории NP соответствует ровно один семантический тип.
PTQ также содержит анализ интенсиональных глагольных предикатов, сферы действия кванторов, связывания местоимений и ряд других семантических явлений
Многие детали теории Монтегю, изложенной в PTQ, впоследствии были пересмотрены, некоторые — отвергнуты, однако в целом влияние PTQ на теоретическую лингвистику сравнимо с «Синтаксическими структурами» Хомского. Эммон Бах заметил:
Тезис Хомского состоял в том, что английский язык можно представить в виде формальной системы; Тезис Монтегю состоял в том, что английский язык можно представить в виде интерпретированной формальной системы.